# 주영하 (작가)
주영하는 대한민국의 텔레비전 드라마 작가이자 소설가이다. 

## 드라마
- 2023년 ENA 수목 미니시리즈 《행복배틀》 ... 집필

## 저서
- 2023년 도서 《행복배틀》 ... 집필